# Крики (Катанцаро)
Крики је насеље у Италији у округу Катанцаро, региону Калабрија.
Према процени из 2011. у насељу је живело 2176 становника. Насеље се налази на надморској висини од 423 м.